# Michael Haukås
Michael Enge Haukås (Haugesund, 21 novembre 1986) è un ex calciatore norvegese, di ruolo centrocampista.

## Carriera

### Club
Dopo aver giocato nelle giovanili del Djerv 1919, Haukås si è trasferito al Vard Haugesund, compagine militante in 2. divisjon (terzo livello del campionato norvegese). È rimasto in forza al club per quattro stagioni, fino al termine del campionato 2008.
Nel 2009, Haukås è stato ingaggiato dallo Stavanger. Ha così potuto effettuare il proprio esordio in 1. divisjon, schierato titolare nel successo per 1-3 maturato sul campo dell'Alta. Il 23 agosto successivo ha segnato il primo gol in campionato con questa maglia, nella sconfitta interna per 3-5 contro il Kongsvinger. Rimasto in forza allo Stavanger per quest'unica stagione, non è riuscito ad evitare la retrocessione della squadra, che ha chiuso l'annata al 15º posto finale; Haukås ha totalizzato 21 presenze in campionato, con 6 reti all'attivo.
Nel 2010, è stato tesserato dal Bodø/Glimt, compagine militante sempre in 1. divisjon. Ha debuttato in squadra l'11 aprile, schierato titolare nella sconfitta per 1-0 in casa del Mjøndalen. Il 18 luglio ha siglato il primo gol in campionato, nel 2-0 inflitto al Tromsdalen. Il Bodø/Glimt ha chiuso la stagione al 6º posto finale, mentre Haukås ha totalizzato 27 presenze e 6 reti tra campionato e coppa. Il giocatore è rimasto in forza al club anche l'annata seguente.
Nel 2012, Haukås è stato messo sotto contratto dall'Haugesund, in Eliteserien. Il 25 marzo ha avuto modo di effettuare il proprio debutto nella massima divisione locale, subentrando ad Alexander Søderlund nella sconfitta per 2-1 arrivata sul campo del Vålerenga. Il 16 maggio successivo, in occasione della vittoria per 4-2 sull'Aalesund, ha realizzato la prima marcatura in Eliteserien. Nella prima stagione in squadra ha totalizzato 25 presenze e 4 reti tra tutte le competizioni.
Nel campionato 2013, Haukås ha contribuito al 3º posto finale della sua squadra, che ha così centrato la qualificazione all'Europa League 2014-2015. Il giocatore ha però saltato per infortunio tutta la stagione 2014. Al termine di questa stessa annata, il suo contratto con l'Haugesund è giunto alla scadenza.
Il 1º febbraio 2015 ha rinnovato il contratto per un'ulteriore stagione. È tornato a calcare i campi da gioco in partite ufficiali in data 6 aprile, quando ha sostituito Alexander Stølås nel pareggio per 1-1 sul campo dello Stabæk. Ha lasciato l'Haugesund al termine di questa stagione, in scadenza di contratto: complessivamente, ha totalizzato 86 presenze e 10 reti con questa maglia.
Libero da vincoli contrattuali, in data 8 febbraio 2016 ha firmato un accordo biennale con il Viking. Ha disputato la prima partita il 14 marzo, schierato titolare nel successo per 0-2 in casa del Vålerenga. Il 16 luglio ha realizzato la prima rete con questa casacca, nella sconfitta per 4-1 contro la sua ex squadra dell'Haugesund.

## Statistiche

### Presenze e reti nei club
Statistiche aggiornate al 14 luglio 2020.
| Stagione              | Club                  | Campionato            | Campionato | Campionato | Coppe nazionali | Coppe nazionali | Coppe nazionali | Coppe continentali | Coppe continentali | Coppe continentali | Supercoppe | Supercoppe | Supercoppe | Totale | Totale |
| Stagione              | Club                  | Comp                  | Pres       | Reti       | Comp            | Pres            | Reti            | Comp               | Pres               | Reti               | Comp       | Pres       | Reti       | Pres   | Reti   |
| --------------------- | --------------------- | --------------------- | ---------- | ---------- | --------------- | --------------- | --------------- | ------------------ | ------------------ | ------------------ | ---------- | ---------- | ---------- | ------ | ------ |
| 2005                  | Vard Haugesund        | 2D                    | ?          | ?          | CN              | ?               | ?               | -                  | -                  | -                  | -          | -          | -          | ?      | ?      |
| 2006                  | Vard Haugesund        | 2D                    | ?          | ?          | CN              | ?               | ?               | -                  | -                  | -                  | -          | -          | -          | ?      | ?      |
| 2007                  | Vard Haugesund        | 2D                    | ?          | ?          | CN              | ?               | ?               | -                  | -                  | -                  | -          | -          | -          | ?      | ?      |
| 2008                  | Vard Haugesund        | 2D                    | ?          | ?          | CN              | ?               | ?               | -                  | -                  | -                  | -          | -          | -          | ?      | ?      |
| Totale Vard Haugesund | Totale Vard Haugesund | Totale Vard Haugesund | ?          | ?          |                 | ?               | ?               |                    | -                  | -                  |            | -          | -          | ?      | ?      |
| 2009                  | Stavanger             | 1D                    | 21         | 6          | CN              | ?               | ?               | -                  | -                  | -                  | -          | -          | -          | 21+    | 6+     |
| 2010                  | Bodø/Glimt            | 1D                    | 24         | 5          | CN              | 3               | 1               | -                  | -                  | -                  | -          | -          | -          | 27     | 6      |
| 2011                  | Bodø/Glimt            | 1D                    | 28         | 3          | CN              | 3               | 0               | -                  | -                  | -                  | -          | -          | -          | 31     | 3      |
| Totale Bodø/Glimt     | Totale Bodø/Glimt     | Totale Bodø/Glimt     | 52         | 8          |                 | 6               | 1               |                    | -                  | -                  |            | -          | -          | 58     | 9      |
| 2012                  | Haugesund             | ES                    | 22         | 3          | CN              | 3               | 1               | -                  | -                  | -                  | -          | -          | -          | 25     | 4      |
| 2013                  | Haugesund             | ES                    | 29         | 3          | CN              | 5               | 1               | -                  | -                  | -                  | -          | -          | -          | 34     | 4      |
| 2014                  | Haugesund             | ES                    | 0          | 0          | CN              | 0               | 0               | UEL                | -                  | -                  | -          | -          | -          | 0      | 0      |
| 2015                  | Haugesund             | ES                    | 25         | 2          | CN              | 2               | 0               | -                  | -                  | -                  | -          | -          | -          | 27     | 2      |
| Totale Haugesund      | Totale Haugesund      | Totale Haugesund      | 76         | 8          |                 | 10              | 2               |                    | -                  | -                  |            | -          | -          | 86     | 10     |
| 2016                  | Viking                | ES                    | 24         | 1          | CN              | 3               | 0               | -                  | -                  | -                  | -          | -          | -          | 27     | 1      |
| 2017                  | Viking                | ES                    | 15         | 0          | CN              | 2               | 0               | -                  | -                  | -                  | -          | -          | -          | 17     | 0      |
| Totale Viking         | Totale Viking         | Totale Viking         | 39         | 1          |                 | 5               | 0               |                    | -                  | -                  |            | -          | -          | 44     | 1      |
| Totale                | Totale                | Totale                | 188+       | 23+        |                 | 21+             | 3+              |                    | -                  | -                  |            | -          | -          | 209+   | 26+    |